# ディネ・カレッジ
ディネ・カレッジ (Diné College) は、アメリカ合衆国アリゾナ州、ニューメキシコ州、ユタ州にまたがるナバホ・ネイションに位置する2年制のコミュニティ・カレッジ。ナバホ族の人々を対象とした部族大学である。
ディネとは、ナバホ族による自称を示す言葉である。

## 歴史
1968年、ラフロック・コミュニティ・スクール（英語: Rough Rock Community School） にナバホ・コミュニティ・カレッジ (Navajo Community College)として開校。アメリカ先住民の理念に基づいた部族大学の建学第1号であった。翌年の1969年にはTsaileに移転した。
1997年、大学名をナバホ・コミュニティ・カレッジ から ディネ・カレッジ (Diné College) に改称した。
2011年5月21日、女子アーチェリー部が合衆国全国大会で優勝した。

## キャンパス
メインキャンパスであるTsaile キャンパスを含めて合計8か所にキャンパスを持っている。そのうち5か所がアリゾナ州、2か所はニューメキシコ州に位置している。
- アリゾナ州
Tsaile - アパッチ郡
チンル（英語版） - アパッチ郡
ガナード（英語版） - アパッチ郡
ウインドーロック（英語版） - アパッチ郡
テューバシティル（英語版） - ココニノ郡
カイエンタ（英語版） - ナヴァホ郡

- ニューメキシコ州
クラウンポイント（英語版） - マッキンリー郡
シップロック（英語版） - サンファン郡

## プログラム
- The Center for Diné Studies（ナバホ族研究センター）
- Uranium Education Program（ウラン教育プログラム、シップロックキャンパス）
- Institute for Integrated Rural Development (IIRD)（総合農村開発研究所）

### 学位取得課程
- 文系短期大学士（Associate of Art；AA) 
  - 経営学
  - コンピュータ情報システム
  - ディネ学
  - 就学前教育
  - 初等教育
  - 美術
  - リベラル・アーツ
  - ナバホ語
  - 社会行動学
  - 社会福祉(Shiprockキャンパスのみ)

- 理系短期大学士(Associate of Science；AS)
  - コンピューター科学
  - 環境学
  - 生物
  - 一般科学
  - 医療
  - 数学
  - 物理
  - 公衆衛生
  - 社会公衆衛生
  - 環境公衆衛生

- 応用科学短期大学士(Associate of Applied Science；AAS)
  - 企業経営
  - コンピューターサイエンス
  - 事務

## 参照
1. ↑  “Office of the President”.   dinecollege.edu. 2017年5月11日閲覧。
2. ↑  根元慎太郎「1970年代のアメリカ先住民高等教育の改革 : 1978年の「部族大学法」の制定過程と運用に関しての諸問題」『立教アメリカン・スタディーズ』第36巻、立教大学アメリカ研究所、2014年3月、93-114頁、doi:10.14992/00009788、NAID 120005467509、2023年1月11日閲覧。
3. ↑  “US Intercollegiate Archery Championships”. 2011年7月1日閲覧。